# Lamelligomphus parvulus
Lamelligomphus parvulus är en trollsländeart som beskrevs av Zhou och Li 2000. Lamelligomphus parvulus ingår i släktet Lamelligomphus och familjen flodtrollsländor. IUCN kategoriserar arten globalt som otillräckligt studerad. Inga underarter finns listade i Catalogue of Life.